# Cristiana Corsi
Cristiana Corsi (Roma, 23 de abril de 1976-Roma, 22 de febrero de 2016) fue una deportista italiana que compitió en taekwondo. Ganó tres medallas en el Campeonato Europeo de Taekwondo entre los años 2002 y 2008.

## Palmarés internacional
| Campeonato Europeo | Campeonato Europeo    | Campeonato Europeo | Campeonato Europeo |
| Año                | Lugar                 | Medalla            | Categoría          |
| ------------------ | --------------------- | ------------------ | ------------------ |
| 2002               | Samsun (Turquía)      | Medalla de oro     | –59 kg             |
| 2004               | Lillehammer (Noruega) | Medalla de bronce  | –59 kg             |
| 2008               | Roma (Italia)         | Medalla de bronce  | –59 kg             |